# Sawika Chaiyadech
Savika Chaiyadej (tailandés: สาวิกา ไชยเดช; rtgs: Sawika Chaiyadet; 19 de junio de 1986), apodada Pinky (พิ้งกี้) es una actriz en tailandés: สาวิกา ไชยเดช, modelo y cantante.
Tiene dos hermanos mayores. Ha actuado en el negocio de la diversión desde sus 8 años, primero visto en un anuncio Sony Trinitron, apareciendo con un gorila. Savika aumentó la fama en sus años adolescentes cuándo protagonizó junto a Veerapaph Suparbpaiboon en la acción lakorn, Angkor 2.[cita requerida] Savika Retrató una princesa quién estuvo maldecido por un hechicero.
También hizo trabajos en la industria de películas indias del sur. Hace su debut en el 2011 Tamil Markandeyan y jugó el rol femenino en la película telugu de 2014, Emo Gurram Egaravachu en oposición la estrella pop Sumanth que se liberó el 24 de enero de 2014.

## Filmografía

### Películas
- Luang Phi Theng (Pranakorn Película)
- Chum Taang Podredumbre Fai Phee (Pranakorn Película)
- Markandeyan (Tamil Película)
- Emo Gurram Egaravachu (Telugu Película)
- Jan Dara el Principio
- Jan Dara: El Finale
- El Hombre Santo
- Chum Thaang Podredumbre Fai Phii

### Lakorns
- Chum Tang Ruk [protagonizado; Pinky & Kade]
- Koo Krang Keang Pistola Keng [protagonizado; Pinky & Vee]
- Yai Tua Rai Gub Nai Geng [protagonizado; Pinky & Grande]
- Angkor 2 [aireado; Pinky & Vee]
- Kadee Ded Hed Cuelga Rak [protagonizado; Pinky & Chakrit]
- Kaen Kala [Protagonizado; Pinky & Arnus]
- Ruk Sorn Montó [protagonizado; Pinky & Stefan]
- Nong Miew Kearl Petch [protagonizado; Pinky & Siwat]
- Jao Ying Lum Canta
- Dao Pra Sook
- Tur Keu Cheewit
- Sao Noi Roi Lan
- Manyarisaya
- Wong Wean Hua Jai
- Tong Prakai Saed
- Ka Kub Hong
- Thida Satarn
- Nong Miew Kiew Petch
- SU Pab Bu Rut Sa Tarn
- Wung Nam Karng
- Rachinee Mirada Tung
- Kadee Ded Hed Cuelga Rak
- Supab Burut Chaw Alboroto
- Taladnaam Dumnern Ruk 2
- Yai Tua Rai Gub Nai Poun